# کاهو منقاری (سرده)
کاهو منقاری (نام علمی: Cephalorrhynchus) نام یک سرده از تیره کاسنیان است.